# Leinreiter-Denkmal

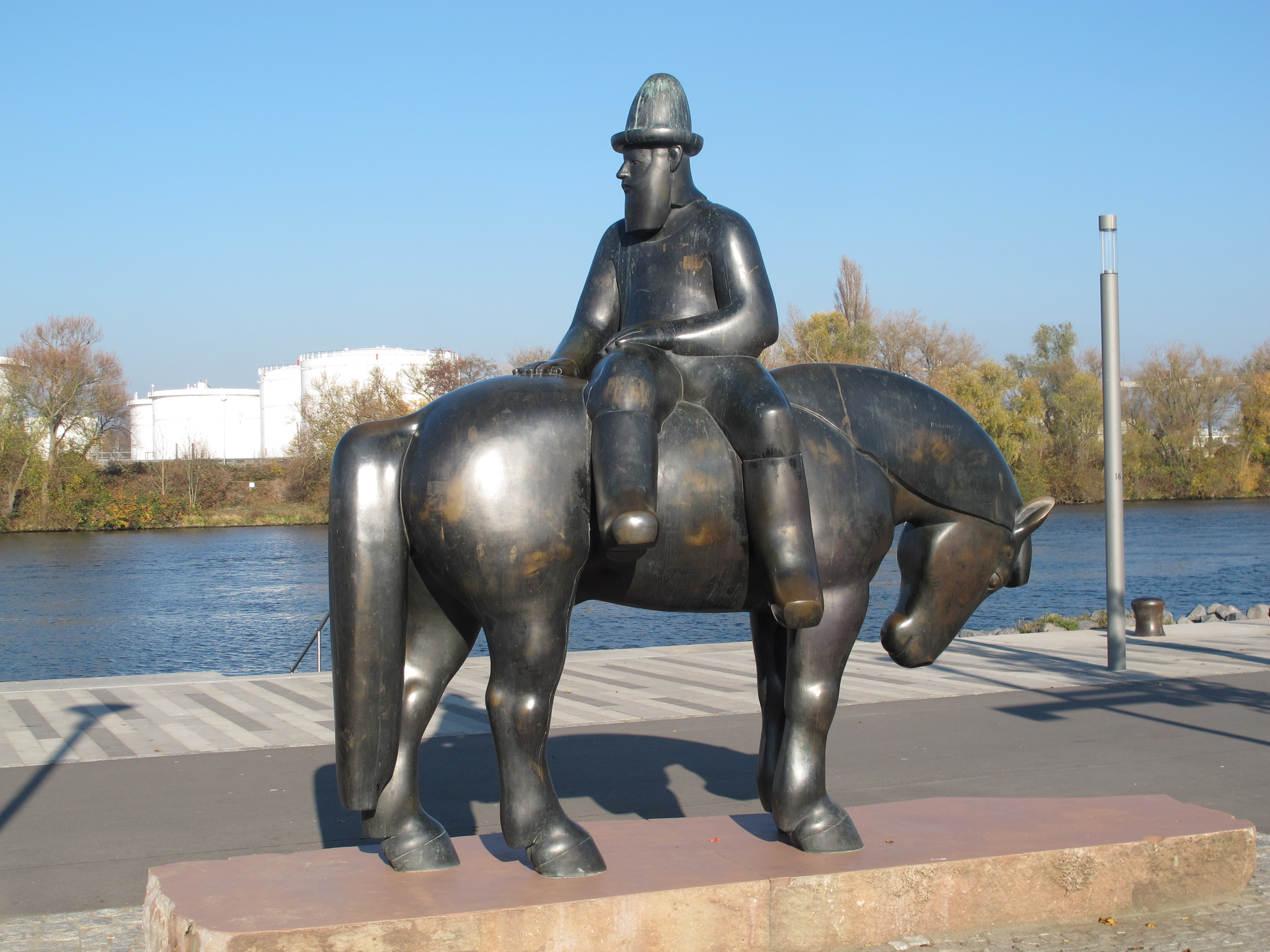
Skulptur Leinreiter in Rüsselsheim am Main

Der Leinreiter ist eine im Jahr 1993 geschaffene Bronzeplastik des Darmstädter Bildhauers Detlef Kraft, die in Rüsselsheim am Main auf dem Landungsplatz am Mainufer steht.

## Lage und geschichtlicher Hintergrund

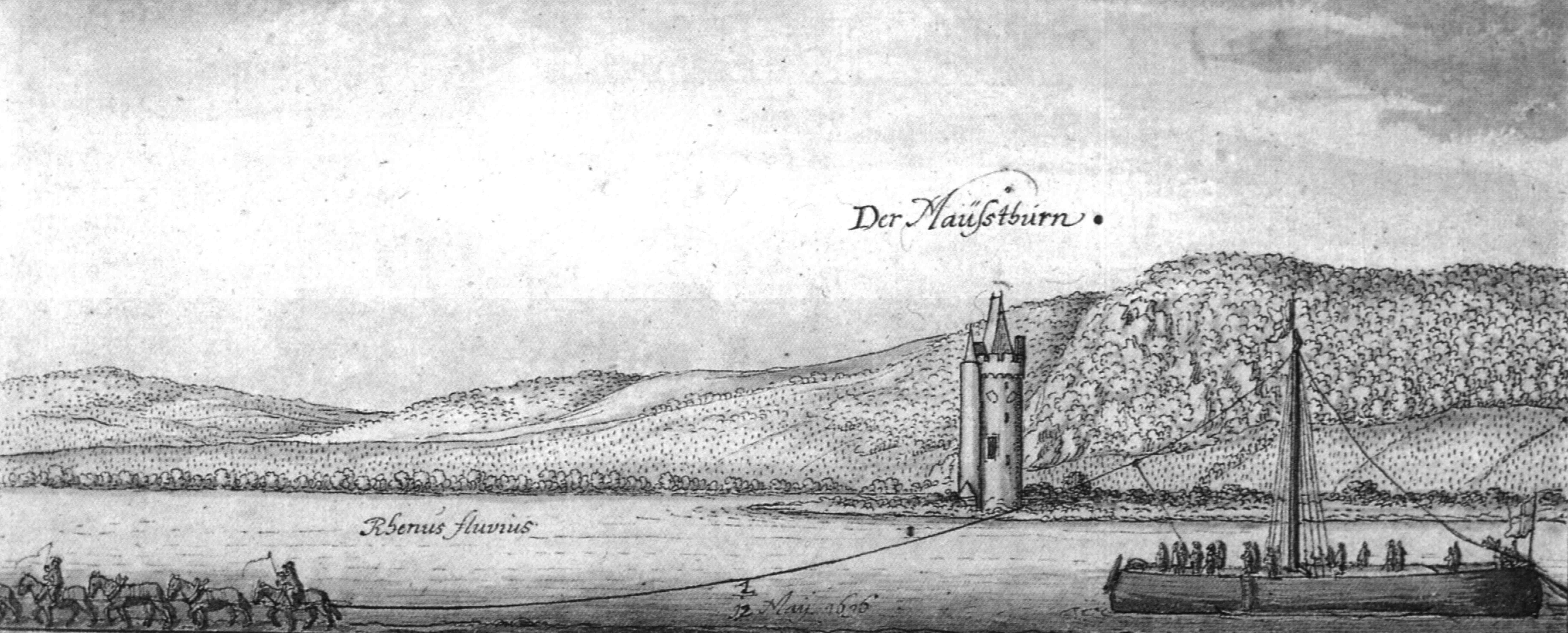
Treidelschiff am Binger Mäuseturm, Federzeichnung von Wenzel Hollar, 1636

Die Plastik befindet sich am Mainufer auf dem Landungsplatz, einem zentralen Parkplatz vor dem Hochwasserdeich und dem dort beginnenden Innenstadtbereich von Rüsselsheim. Das Denkmal erinnert an die Leinreiter, die vor Beginn der Kettenschifffahrt auf dem Main Ende des 19. Jahrhunderts die Schiffe und Kähne mit der Muskelkraft ihrer Pferde stromaufwärts gezogen haben. Die Schiffe wurden mit einer langen Leine, der Treidelleine, gezogen, die am Schiffsmast befestigt war.
Das Treideln war eine schwere und gefährliche Arbeit: Waren die Lein- bzw. Treidelpfade bei Regen oder Hochwasser aufgeweicht oder trieb das Schiff bei schwierigen Strömungsverhältnissen in die Flussmitte, rutschen die Pferde immer wieder in den Fluss. Die Treidelknechte saßen daher einseitig auf den Pferden (Seitsitz), um in Notfall schnell abspringen zu können.

## Beschreibung und Entstehungsgeschichte

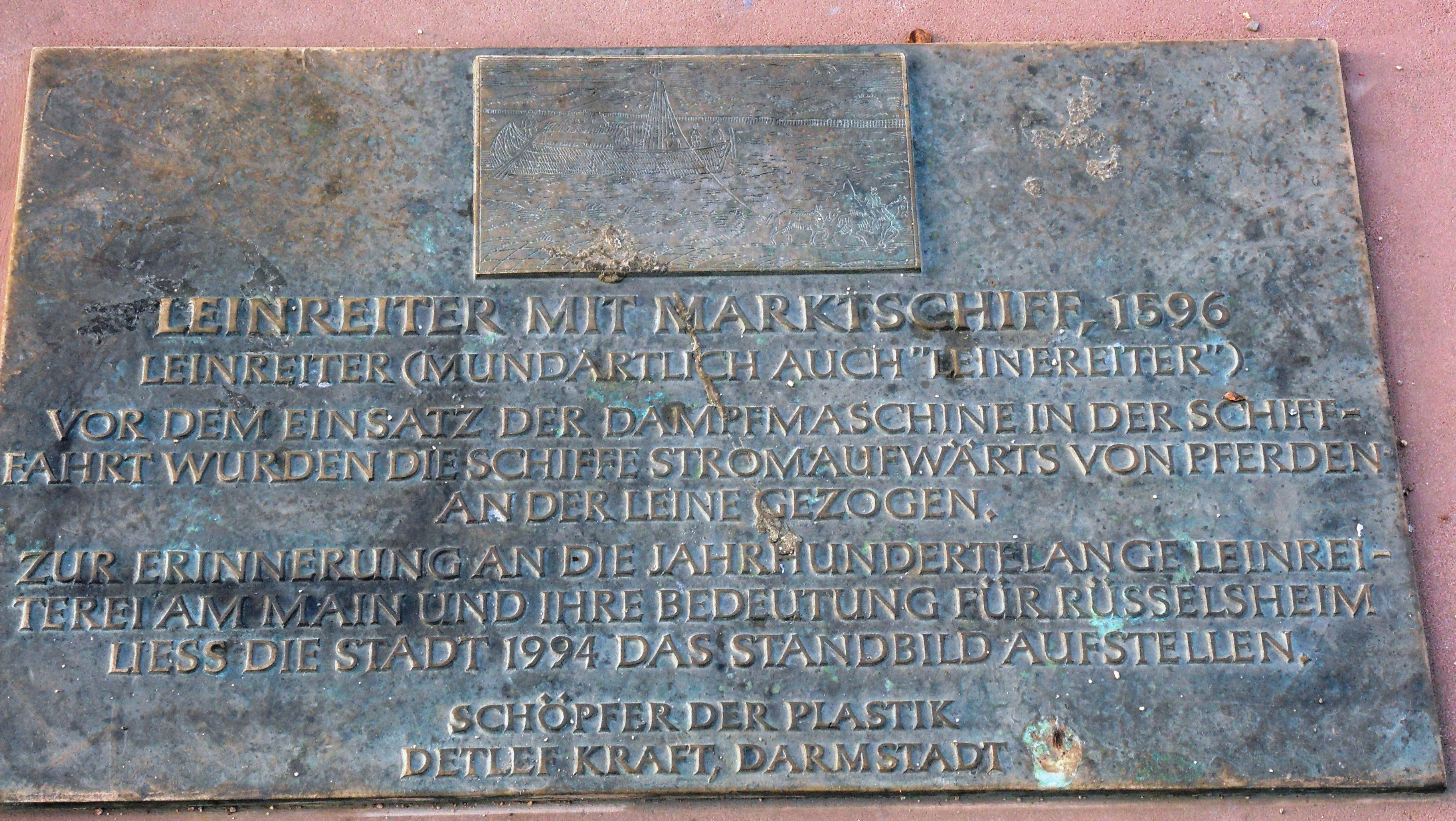
Inschrift zum Leinreiter-Denkmal

Die Skulptur ist mit 3,15 Meter Höhe etwas überlebensgroß und stellt einen Leinreiter dar, der auf einem schweren Arbeitspferd sitzt. Wie bei dieser Tätigkeit üblich, sitzt der Reiter einseitig auf dem Pferd und schaut nach hinten – dort, wo als Leinreiter das gezogene Schiff zu sehen gewesen wäre. Das Pferd steht, der Kopf ist gesenkt. Die Skulptur schuf Detlev Kraft im Jahr 1993. Charakteristisch ist die oftmals überlebensgroße Darstellung des Themas und seine deutlich reduzierte Formensprache, die gleichzeitig viel Kraft und Ruhe ausströmt.
Die Initiative zu diesem Denkmal ging von der Stadt Rüsselsheim aus, die an die Handelstradition der Stadt zwischen Mainz und Frankfurt am Main erinnern wollte. Im Rahmen eines Wettbewerbes von sieben Modellen wurde der Entwurf von Detlef Kraft ausgewählt, der mit einer realistischen Darstellung an die vorindustrielle Arbeit erinnert. Nach drei Jahren Arbeit am Werk wurde die in einem Stück gegossene Skulptur am 9. Juni 1994 aufgestellt.
Die Skulptur stand am Mainufer zunächst dort, wo früher der alte Lein- bzw. Treidelpfad entlangführte. Als 2016 im Uferbereich ein neuer Radweg entstand, wurde das mit Sandsteinsockel und Fundament über 20 Tonnen wiegende Monument um drei Meter an den heutigen Standort versetzt.
2005 wurde am Landungsplatz östlich des Leinreiter-Denkmals ein Landungssteg für die Passagierschifffahrt installiert. Dabei wurde ein größerer Munitionsfund aus dem Zweiten Weltkrieg gemacht. 13.000 Stück Infanteriemunition bzw. 10,4 Tonnen hochgefährliches Material mussten abtransportiert und unschädlich gemacht werden.

## Rezeption
Seit seiner Aufstellung ist das Leinreiter-Denkmal eines der Wahrzeichen Rüsselsheims geworden. So hat eine nur wenige Meter entfernt liegende Gasthausbrauerei das Denkmal in ihr Logo aufgenommen und auch auf Merchandise-Produkten wie T-Shirts wirbt das Denkmal für die Stadt. Vom Leinreiter-Denkmal ist auch ein Miniatur-Relief aus Edelstahl in zwei Größen erhältlich, angeboten vom Förderverein des Fußballvereins SC Opel Rüsselsheim.